# Partanna
Partanna é uma comuna italiana da região da Sicília, província de Trapani, com cerca de 11.376 habitantes. Estende-se por uma área de 82 km², tendo uma densidade populacional de 139 hab/km². Faz fronteira com Castelvetrano, Montevago (AG), Salaparuta, Santa Ninfa.

## Demografia
| Variação demográfica do município entre 1861 e 2011                               |
|                                                                                   |
| Fonte: Istituto Nazionale di Statistica (ISTAT) - Elaboração gráfica da Wikipedia |